# Nycomed
Nycomed var en multinational medicinalvirksomhed, der havde hovedkvarter i Zürich, Schweiz. Omsætningen var i 2006 på 3,4 mia. euro, og antallet af ansatte 12.400. I 2011 blev Nycomed opkøbt af Takeda Pharmaceutical Company, efter opkøbet blev selskabsstrukturen ændret og i 2012 blev Takeda-navnet indfaset.

## Historie
Virksomheden blev etableret i 1997 ved en fusion mellem norske Nycomed ASA, grundlagt i 1874 og britiske Amersham International plc, dannet 1946. I 1990 overtog Nycomed Danmarks Apotekerforenings produktionsvirksomhed DAK-Laboratoriet, og hed i en årrække derfor Nycomed DAK. På det danske marked for lægemidler havde Nycomed en andel på ca. 20 procent og var bl.a. førende indenfor kontrastmiddel og nuklearmedicin. 